# Andrés García Camba
Andrés García Camba (Monforte de Lemos, Lugo, 20 d'octubre de 1791 – Madrid, 6 d'octubre de 1861) va ser un militar, polític i escriptor gallec. Les memòries que va escriure sobre la seva actuació en la guerra de la Independència del Perú ha estat una font molt recorreguda pels historiadors.

## Biografia
Nascut a Monforte de Lemos, va optar per la carrera militar. Cadet al febrer de 1810, aquest mateix any va ascendir a alferes de cavalleria en campanya. Va lluitar en la Guerra del francès

## Amèrica
En 1816 va passar a Amèrica en l'expedició de Pablo Morillo com a Ajudant Major en l'Esquadró d'Hússars de Ferran VII d'Espanya. Va arribar al Perú via Panamà. Va ser destinat a l'Alt Perú i ascendit a Capità; va prendre part en la campanya de Salta i altres accions realitzades en aquesta regió sota el comando del general José de la Serna. El virrei Joaquín de la Pezuela el va cridar a Lima i el va nomenar comandant del Segon Esquadró de Dragons del Perú (1818). En 1820 va dirigir al virrei Joaquín de la Pezuela un escrit en el que directament criticava la seva conducta, considerant-la apàtica, entre altres objeccions; al mateix temps li donava consells que, segons la seva opinió, havia de seguir. Aquest escrit, denominat vulgarment “pla de García Camba” va tenir bastant circulació a Lima, sense que el virrei prengués mesures repressives.
García Camba pertanyia a una lògia liberal d'oficials de l'exèrcit espanyol, que reunia als que havien arribat a Amèrica després de 1816 i lluitat a l'Alt Perú, entre ells José de la Serna i Jerónimo Valdés. Molt crítics del virrei Pezuela, la seva acció conspiradora, sumada a la cadena de revessos que va sofrir el poder espanyol per obra dels patriotes, van desembocar en el motí d'Aznapuquio, que va ser un cop d'estat dels oficials espanyols contra l'autoritat virregnal. García Camba i el tinent coronel Seoane van redactar el document mitjançant el qual es va convidar Pezuela a renunciar a favor del general La Serna (1821).
Ascendit a Brigadier, va prendre part en les últimes campanyes lliurades en el Perú pels espanyols. Va estar en la campanya de Ica, distingint-se en la batalla de la Macacona (1822) que va ser un desastre per a les armes patriotes; després en les batalles de Torata i Moquegua (1823) com a cap d'Estat Major de Jerónimo Valdés. Finalment, va estar en la batalla d'Ayacucho (1824), on va manar una brigada de la cavalleria espanyola.

## Retorn a la península
Després de la Capitulació d'Ayacucho va ser enviat de tornada a Espanya via l'oceà Pacífic; desembarcat per la tropa indisciplinada en les illes Mariannes, va aconseguir arribar més tard a Manila, en les Filipines (1825), que llavors estava sota poder espanyol. Allí va servir de Major General, Sotsinspector d'Infanteria i Cavalleria, entre altres càrrecs.
Va tornar a Espanya en 1835, en ser triat procurador en Corts per Manila. Ascendit a Mariscal de camp, va obtenir la Gran Creu de Sant Hermenegild (1836). L'agost de 1836 va ser nomenat Ministre interí de la Guerra, i simultàniament, de Marina. A l'octubre de 1836 va ser elegit diputat per Lugo per les Corts Constituents de 1836-1837.

## Filipines
El novembre de 1836 va ser nomenat Capità General de les Filipines. Va desembarcar a Manila el 24 d'agost de 1837 i va exercir el càrrec fins al 29 de desembre de 1838. En els deu i sis mesos que va estar en el comandament, va proposar millores molt necessàries i radicals. Comprenent els mals immensos que porta a la societat la tardança en la tramitació de la justícia, va donar regles referents a l'Administració de Justícia, Actuacions acordades, Reglament de vagues, va manar formar una Ordenança de Bon Govern i va proposar la reforma de les Lleis d'Índies.
Va demanar i va obtenir notícies per concloure amb els pirates moros, i evitar que les ranxeries d'infidels fossin cau de malfactors.

## Senador i Capità General
De retorn a Espanya, va ser escollit senador per València, càrrec que va jurar el 8 d'octubre de 1839. Va ser nomenat Capità General del País Basc (1840). Va pertànyer al grup dels ayacuchos, facció política integrada pels seus antics camarades de la guerra en el Perú, que es va fer famosa per les seves pugnes pel poder. Durant la Regència d'Espartero durant la minoria d'edat d'Isabel II, va exercir com a Ministre de Marina, Comerç i Ultramar (des del 21 de maig de 1841 fins al 25 de maig de 1842).
En 1843 va ser Capità General de Galícia. El 5 de maig de 1847 va ser va ascendir a Tinent general de Cavalleria. Nomenat senador vitalici, va jurar el càrrec el 18 de març de 1853. L'1 d'agost de 1854 va ser nomenat Capità General de Balears, però no va poder prendre possessió per la dispèpsia que patia.

## Puerto Rico
El 17 d'octubre de 1854 va ser nomenat Capità General de Puerto Rico i va prendre possessió el 31 de gener de 1855, càrrec del qual va ser destituït pocs mesos després, després d'una revolta dels militars en San Juan de Puerto Rico.

## Distincions
Fou vocal de la Junta consultiva (1858), conseller d'Estat per la secció d'Ultramar (1858), Cavaller de Sant Jaume, individu de les Societats Econòmiques de Manila, l'Havana, Lugo i Constantina, corresponsal de l'Institut de Washington i conseller del Banc d'Espanya. Va morir a Madrid en 1861.

## Obres
- Apunte para la historia de la revolución del Perú, sacada de los trabajos del Estado Mayor del ejército de operaciones (Lima, 1824)
- Campaña en las costas de la Argentina: terminada por la batalla de Moquehúa el 21 de enero de 1823 (Lima, 1824)
- Carta ... al comandante Ignacio Ninavilca al servicio de las armas del Perú (Trujillo, 1824).
- Filipinas y su representación en Cortes (Madrid, 8 de febrer de 1836)
- Exposición del estado actual de las dependencias del Ministerio de la Guerra leída a las Cortes en 1836 (Madrid, 1836).
- Los diez y seis meses de mando superior de Filipinas (Cadis, 1839), memòries del seu mandat a les Filipines.
- Memorias para la historia de las armas españolas en el Perú [1916], Madrid. [Enllaç no actiu] (Madrid, 1846, en dos volums) és una obra de molt interès per conèixer la guerra de la independència peruana des del punt de vista espanyol, si bé va ser escrita amb el propòsit tàcit d'encomiar l'actuació dels militars espanyols al Perú, anomenats despectivament a Espanya els ayacuchos. En ella justifica el motí de Aznapuquio que va deposar el virrei Pezuela així com condemna la conducta del general espanyol Pedro Antonio Olañeta. Naturalment, és una obra parcialiyzada que ressalta els excessos del bàndol patriota mentre silencia per complet les comeses pels reialistes.
- Levantamiento de los artilleros en la isla de Puerto Rico (Madrid, 1855), folleto.

Endemés, va traduir les Máximas de guerra de Napoleón, de la quarta edició francesa (Madrid, 1857).